# 蔡祥林
蔡祥林（罗马拼音：？，1967年9月27日—），印尼语名：，印尼前男子羽球運動員，全盛時期為1990年代。蔡祥林的選手生涯適逢1990年代印尼男子羽球全盛時期，他與隊友們曾連奪多屆男子羽球團體賽湯姆斯盃的桂冠。他也曾在羽球三大個人賽事中的兩項獲得佳績：即在1992年巴塞隆納奧運會羽球賽獲得男子單打銅牌，以及在1993年世界錦標賽獲得亞軍。
蔡祥林曾經獲得冠軍的比賽包括荷蘭公開賽（1990、1992）、丹麥公開賽（1992）、中國公開賽（1992）、中華台北公開賽（1991、1995）、香港公開賽（1993）、美國羽球公開賽（1995），以及馬來西亞公開賽（1997）。
蔡祥林的父親蔡宗滿是知名羽球選手，曾代表印尼參加1967年湯姆斯盃。蔡祥林的妻子薩爾文達·庫蘇馬瓦德哈尼也是印尼知名羽球選手，兩人育有一子，名為安德魯·蘇山托，已繼續承雙親志業從事羽球運動。

## 外部連結
- 蔡祥林在世界羽球聯盟的登錄資料